# Zeisigbauer

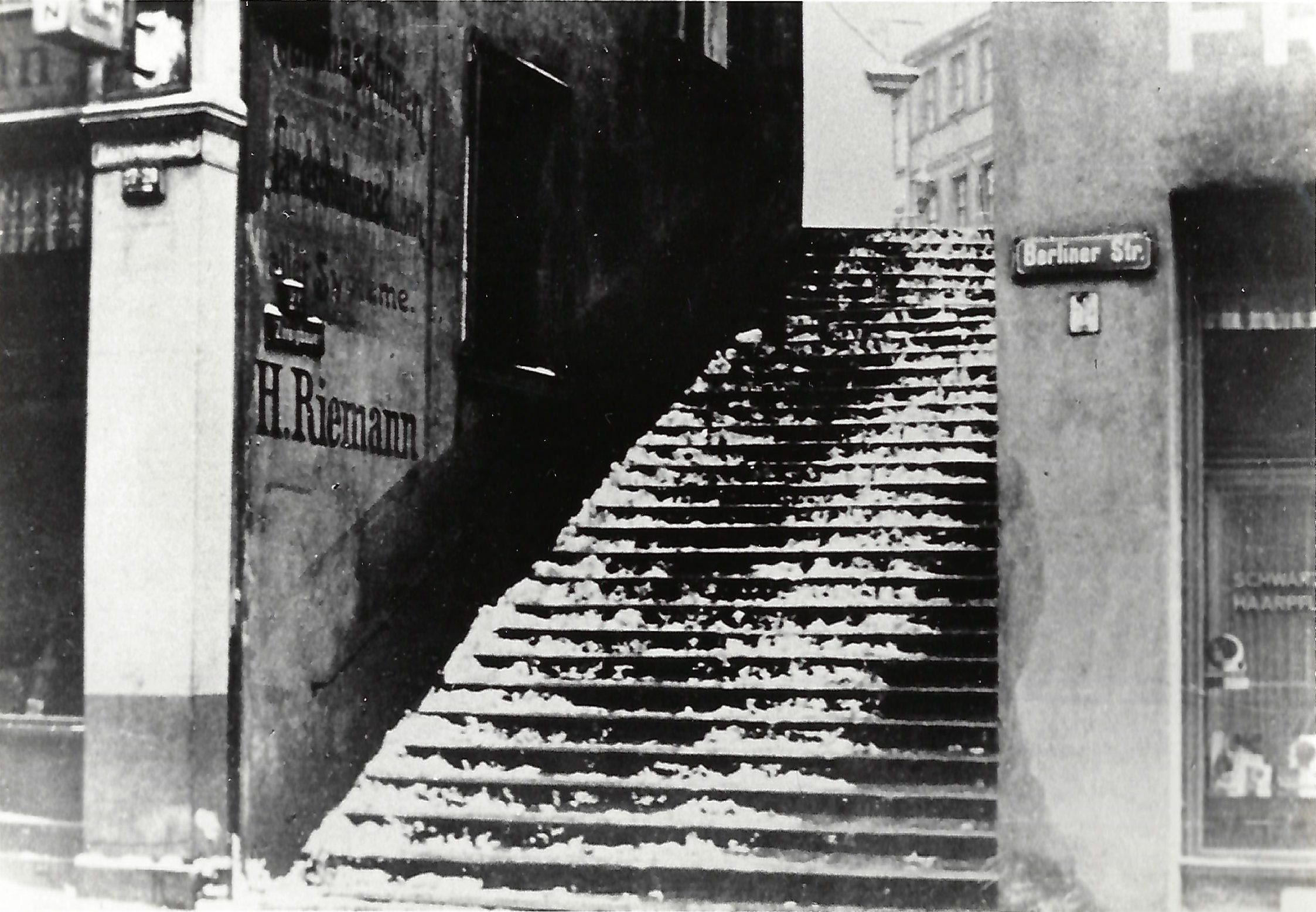
Zugang zum Zeisigbauer von der Berliner Straße

Der Zeisigbauer war eine Straße in Magdeburg im heutigen Sachsen-Anhalt. Nach Zerstörungen im Zweiten Weltkrieg wurde die Straße aufgegeben.

## Lage und Verlauf
Die schmale Straße befand sich in der Magdeburger Altstadt. Sie führte von der Großen Junkerstraße gewunden in östlicher Richtung zur Berliner Straße. Sie mündete dort auf einen Platz ein, von der von Süden kommenden Berliner Straße, der von Norden einmündenden Johannisfahrtstraße und der zur Elbe nach Osten führenden Straße Am Brücktor gebildet wurde. Nahe am nordöstlichen Ende des Zeisigbauers befand sich das Wilhelmtheater.
Die Hausnummerierung verlief am südwestlichen Ende beginnend mit der Nummer 1 auf der Südseite aufsteigend nach Osten bis zur Nummer 7. Auf der Nordseite des Zeisigbauers befand sich nahe am Ostende die Nummer 8, westlich hiervon die Nummern 9 und 10. Die Eckhäuser gehörten jeweils zu den angrenzenden Straßen.
Heute ist der Bereich des Zeisigbauers Teil einer ausgedehnten Grünanlage östlich des Allee-Centers.

## Geschichte
Eine erste Erwähnung des Namens der kleinen Gasse ist bereits aus dem Jahr 1513 als zisekebur überliefert. Der Name nahm dabei auf die Gestaltung der Gasse Bezug, in deren Mitte sich ein kleiner viereckiger Platz befand, zu dem von Westen und Osten zwei schmale Zugänge führten und so an einen Vogelbauer erinnerte. Ähnliche Namen gibt es auch in schlesischen Städten, wobei dort ein Bezug des Namens zu alten städtischen Gefängnissen angenommen wird. Ein solchen ist in Magdeburg für diesen Bereich nicht bekannt. Der Name Zeisigbauer wurde durchgehend verwandt. Im Jahr 1670 wurde die Gasse auch einmal als Arschkerbe, in derber Anspielung auf ihre Enge, bezeichnet. Es kam auch vor, dass der Zeisigbauer mit zum Umlauf gezählt wurde, der aus dem südlichen Teil der Großen Junkerstraße und dem östlichen Abschnitt der Berliner Straße bis zu Am Brücktor bestand und so im Bogen, bzw. mit dem Zeisigbauer sogar fast kreisförmig verlief.
1831/1832 wohnten in der Straße 138 Menschen in zehn Gebäuden.
Während des Zweiten Weltkriegs wurde auch der Bereich des Zeisigbauers zerstört. Die Bebauung stammte zum größten Teil aus der ersten Hälfte des 19. Jahrhunderts. In der Zeit der DDR erfolgte ein Wiederaufbau der Innenstadt, der sich in weiten Teilen nicht an die historische Stadtstruktur hielt. Der Zeisigbauer wurde dabei aufgegeben, blieb unbebaut und wurde Teil des Zentralen Platz. Mit dem Bau des Allee-Centers entstand in diesem Bereich ein unterirdisch angelegtes Parkhaus. An der Oberfläche wurde das Gebiet des Zeisigbauers Teil einer ausgedehnten Grünfläche.

## Der Zeisigbauer in der Literatur
In der 1862 erschienen Erzählung Unseres Herrgotts Kanzlei von Wilhelm Raabe, die die Ereignisse während der Belagerung Magdeburgs 1550/1551 thematisiert, ist der Zeisigbauer mehrfach Handlungsort.

## Historische Häuser des Zeisigbauers
| Hausnummer | Name | Bemerkungen | Bild |
| ---------- | ---- | --- | ---- |
| 1          |      | Einige Zeit und auch in der Zeit vor 1631 befanden sich auf dem Grundstück zwei Häuser. Die Nummer 1a gehörte Bodo Brumby. Im Jahr 1641 war das Areal mit einem Haus bebaut und gehörte Reinhold Junge. Seine Ehefrau verkaufte das Gebäude 1657 für 200 Taler an den Fleischer Andreas Fischer. Die 1b gehörte hingegen zunächst Lorenz Schinke. 1645 verkaufte sein Enkel Moritz Schinke die Stätte für 60 Taler an den Müller Hans Wahrenberg. In der Zeit nach 1657 erwarb Andreas Fischer die Nummer 1b zu seiner 1a hinzu. Er verstarb 1682. Im Jahr 1692 veräußerte seine Witwe das Haus für 150 Taler an den Fleischer Heinrich Martens, der bis 1726 Eigentümer blieb. |      |
| 2          |      | Für das Jahr 1651 war als Eigentümerin die Witwe von Heinrich Evertsregistriert. Ihr Sohn, der Pferdehändler Valentin Becker veräußerte die Stätte 1653 für 30 Taler an den Pferdehändler Hans Horn. Das Grundstück wurde später bis 1718 als Hinterhaus zum Grundstück Große Junkerstraße 1a genutzt. Dessen Eigentümer, der Chirurg Christoph Hertel, vererbte es 1718 für 500 Taler an seine Witwe. Bis 1730 war Johann Christoph Hertel Eigentümer. |      |
| 3          |      | Auf dem Grundstück befand sich bis 1717 ein Hinterhaus zum Grundstück Große Junkerstraße 1a. Dessen Eigentümer Johann Christoph Hertel veräußerte es im Jahr 1717 für 230 Taler an den Karrenführer Hans Zarges, der bis 1762 Eigentümer blieb. 1914 errichtete Architekt Peter Schneider für Herrn Consmüller ein Wohn- und Werkstattgebäude. |      |
| 4          |      | Das Gebäude diente als Hinterhaus zum Grundstück Berliner Straße 24. Die Erben des Klosterschreibers Christian Lutteroth verkauften es 1715 für 210 Taler an den Brauknecht Andreas Kaspar. Von ihm erwarb es 1719 für 280 Taler der Arbeiter Johann Joachim Müller, der bis 1722 Eigentümer blieb. |      |
| 5          |      | Erster bekannter Eigentümer war Hans Wieprecht. 1651 verkauften seine Erben die Stätte für 28 Taler an den Kaufmann Georg Borchert (auch Bernhard). Sodann gehörte die Fläche dem Honigkuchenbäcker Hans Lauterbach. 1677 verkaufte das Hospital St. Annen das Haus für 120 Taler an den Braumeister Dietrich Röder (auch Räder). Er wurde zuletzt 1683 erwähnt. 1719 gehörte das Haus Tobias Nettelmann, der bis 1746 Eigentümer blieb. |      |
| 6          |      | Der Totengräber Paul Wegener war der erste überlieferte Eigentümer. Der nächste Mann seiner Ehefrau, Bartel Wanzleben, veräußerte die Stätte für 20 Taler im Jahr 1649 an den Zimmermann Peter Schwan. Schwans Witwe übereignete 1670 das Haus dem Georgenstift, das dann 1672 für 80 Taler an den Braumeister Georg Beyer verkaufte. 1683 gehörte es seinen Erben. 1719 verkaufte es der Schwiegersohn, der Schuster Johann Blumenthal, für 235 Taler an Philipp Brosche. |      |
| 7          |      | Im Jahr 1631 gehörte das Haus der Witwe von Kersten Krutz (auch Krietzke). Sie heiratete den Kornmesser Peter Opetz, der das Häuslein 1678 für 50 taler an den Schneider Hans Heinrich Pabst verkaufte. Pabst wurde zuletzt 1688 erwähnt. 1720 verkaufte es der Arbeiter Peter Bondieck (auch Bonndeich) für 220 Taler an den Kornmäkler Martin Müller. |      |
| 8a (1)     |      | 1651 und 1659 wurde als Eigentümer der Leineweber Georg Schulze genannt. 1683 gehörte es dem Steuermann Georg Röhrig, der das Haus für 20 Taler im Jahr 1688 an den Nachtwächter Heinrich Fitzler veräußerte. Von Fitzler erwarb es 1699 für 220 Taler Margarete Calvier. In den Jahren 1715 und 1717 war der Scheerer Peter Dupau als Eigentümer verzeichnet. Bis 1747 gehörte es dann Anton Dupau. In den 1860er Jahren gehörte die Nummer 8 Johann Gottlieb Senst, der auch Eigentümer der Johannisfahrtstraße 16 war. Beide Häuser wurden zu einem Komplex vereint und ein Theatersaal eingerichtet. Hieraus entstand das Wilhelm-Theater.                                  |      |
| 8a (2)     |      | Für 1651 ist überliefert, dass Mathias Wildenheim und Johann Radeleben hier jeweils eine Stätte besaßen. Ihnen folgte Andreas Jakob nach. Sein Sohn, der Ratsschreiber Johann Jacobi verkaufte die Stätte 1659 für 30 Taler an den Kornmesser Christian Kreutz. 1683 erwarb sie von dessen Erben der Brauknecht Georg Geiseler für 22 Taler. Seiner Witwe gehörte das Haus dann bis 1750. |      |
| 8b         |      | 1653 wurde die Stätte von den Erben des Glasurmachers Paul Unger für 30 Taler an Abraham Steller verkauft. Steller veräußerte noch im gleichen Jahr für den gleichen Preis weiter an den Zimmermann Georg Amberg. Später wurde die Fläche als Garten des Hauses Johannisfahrtstraße 12 genutzt. 1885 entstand auf dem Grundstück ein Neubau. |      |
| 9          |      | 1651 gehörte das Haus dem Trommelschläger Johann Götze. Er war steuerfrei, da er das Amt des Pritschenmeisters auf dem Schützenumzug versah. Von ihm erwarb es 1687 für 90 Taler der Hausschlächter Joachim Standfuß, der bis 1737 Eigentümer blieb. |      |
| 10         |      | Im Jahr 1651 gehörte das Haus der Maurer Simon Wolf. Von ihm erbte es der Bürstenbinder Joachim Schwartze, der es 1671 für 100 Taler an den Korduanmacher Peter Schmidt veräußerte. 1683 gehörte es seiner Witwe. Im Jahr 1698 verkaufte es der Steuermann Christian Schultze für 130 Taler an den Schuhflicker Mathias König, dem es bis 1724 gehörte. 1865 war Tischlermeister Encke Eigentümer. |      |